# Jacobiasca singhpruthii
Jacobiasca singhpruthii är en insektsart som först beskrevs av Irena Dworakowska 1973.  Jacobiasca singhpruthii ingår i släktet Jacobiasca och familjen dvärgstritar. Inga underarter finns listade i Catalogue of Life.